# Ayuntamiento de Lille
El ayuntamiento de Lille (en francés: Hôtel de Ville de Lille) es la sede del ayuntamiento de la localidad francesa de Lille, situada en el departamento Norte, capital de la región de Alta Francia. El edificio, construido entre 1924 y 1932 en estilo Art déco de inspiración neorrenacentista flamenca, fue designado monumento histórico por el Gobierno francés en mayo de 2002 y su campanario fue incluido, en 2005, en el grupo de Campanarios municipales de Bélgica y Francia, declarados Patrimonio de la Humanidad por la Unesco en 1999.
El Ayuntamiento está situado en la plaza Roger Salengro, junto a la Puerta de París, en la parte este del centro de la ciudad. Este lugar está conectado con la estación de metro Mairie de Lille de la línea 2 del metro de Lille.

## Historia
A principios del siglo XX, el Ayuntamiento de Lille se encontraba en la plaza Rihour. Fue construido por el arquitecto Charles Benvignat entre 1847 y 1859 en el emplazamiento del Palacio Rihour, antigua residencia de los duques de Borgoña. Este primer Ayuntamiento fue destruido por un incendio fortuito en 1916, por lo que la cuestión de la construcción de uno nuevo al final de la Primera Guerra Mundial se planteó en el contexto más amplio de la reconstrucción de la ciudad. El nuevo consistorio socialista dirigido por Gustave Delory decidió no reconstruir el edificio destruido, sino erigir uno nuevo, como símbolo de una nueva era para la ciudad. En 1920 se lanzó un concurso de ideas para el desarrollo de la ciudad y la construcción del nuevo Ayuntamiento fue finalmente confiada al arquitecto Émile Dubuisson.
El sitio, elegido en vista de la desclasificación de las fortificaciones militares pronunciada en 1919, estaba situado en la plaza Ruault, en el barrio obrero de Saint-Sauveur, entonces apartado y particularmente marcado por el hábitat industrial del siglo XIX. El proyecto de Dubuisson preveía una reforma integral del barrio, deteriorado e insalubre, y en particular la construcción de nuevos caminos de inspiración haussmaniana. Las obras, iniciadas en 1924, continuaron bajo el mandato de Roger Salengro, alcalde de Lille a partir de 1925, quien decidió añadir un campanario. La construcción del campanario, el primer edificio de hormigón armado de más de 100 metros de altura en Francia, se realizó en dos etapas, de 1929 a 1931, y finalizó en 1932 con su inauguración.
Sin embargo, el proyecto inicial de Dubuisson sólo se llevó a cabo parcialmente. Las reparaciones de guerra que debían financiar la reconstrucción se agotaron rápidamente y el desarrollo del barrio no se materializó y de las tres alas previstas para el Ayuntamiento, sólo se construyeron dos. La construcción del edificio no se terminó realmente hasta 1992, tras la finalización de la ampliación al norte de la construcción original según los planos del estudio de arquitectura Tandem+ de Jean Pattou.

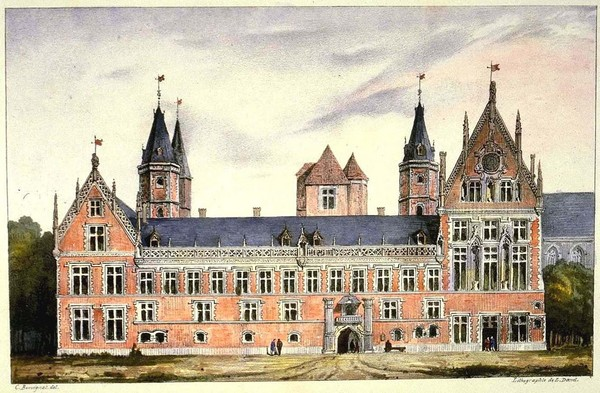
Palacio Rihour, c. 1660
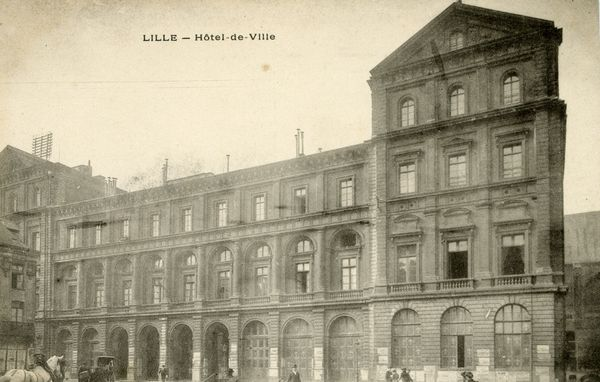
El antiguo ayuntamiento de Lille
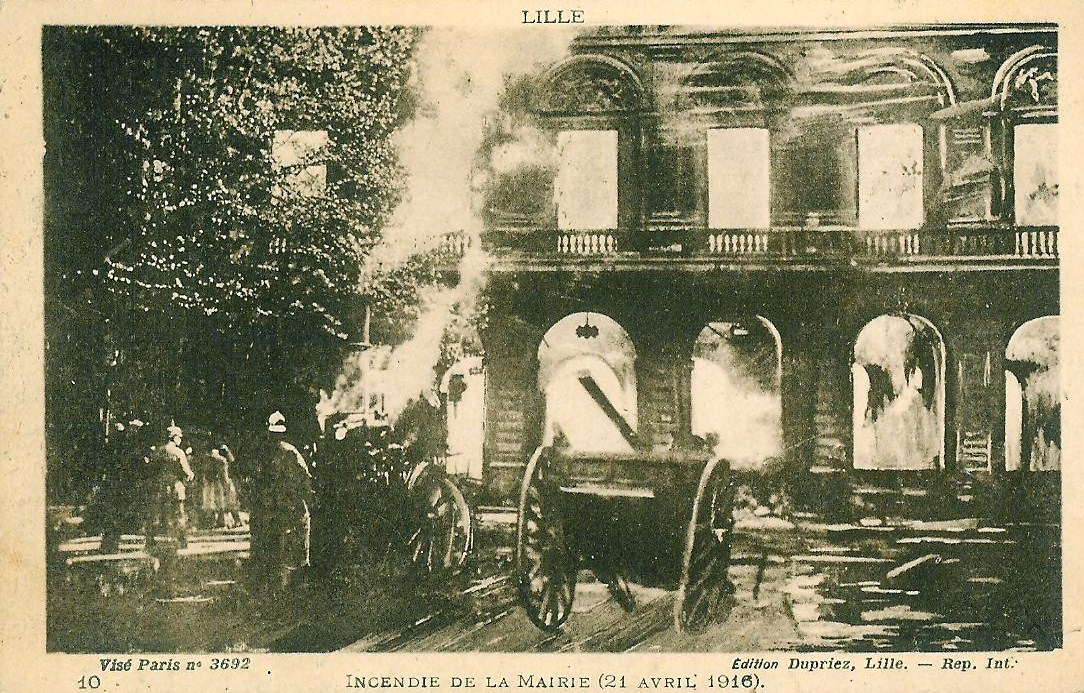
Incendio del 21 de abril de 1916 que destruyó el antiguo ayuntamiento

## Descripción
El edificio está construido con hormigón, ladrillo, piedra de Béthisy y cerámica vidriada. Su fachada policromada, con vanos geminados o en asa de cesta que evocan las casas flamencas, y con imponentes frontones triangulares erizados de espigas, es de inspiración neorrenacentista flamenca, pero plenamente transcrita en el estilo Art déco de la época. Esta variante local del Art déco a menudo se denomina «Art déco regionalista».

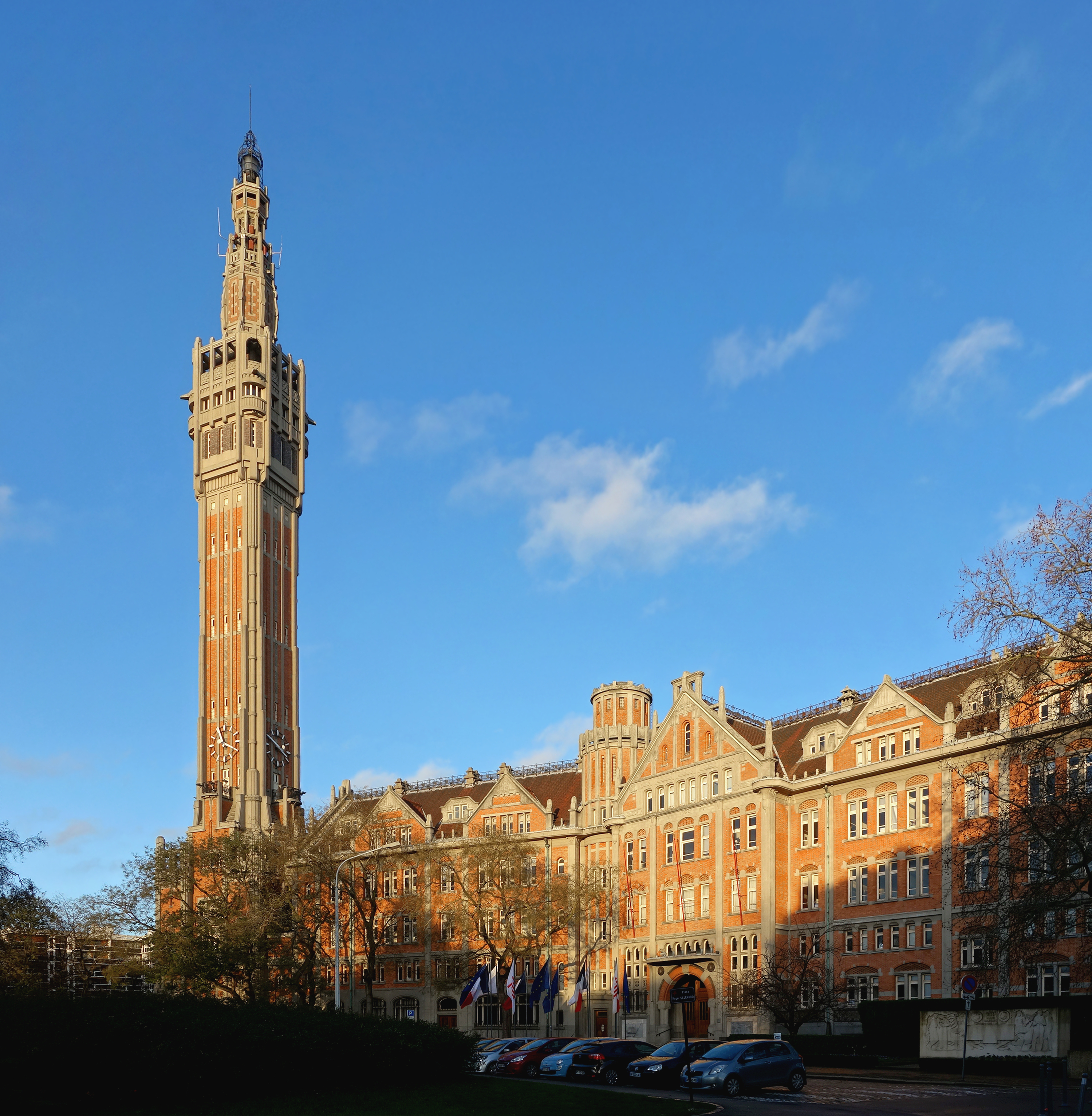
Fachada principal y campanario

En una esquina del edificio se alza el campanario que es el más reciente y más alto de Flandes, realizado íntegramente en hormigón armado con paramentos de ladrillo. Con sus 104 metros y 400 escalones para llegar a la cima, es también el edificio municipal más alto de Francia. Su aspecto se inspira en la forma de un «arco de Lilloise» que puede verse en las casas del siglo XVII del casco antiguo de Lille, así como sobre la Cámara de Comercio construida anteriormente en estilo neo-Lille. Tiene en su base dos estatuas de hormigón de los gigantes Lydéric y Phinaert, fundadores de la ciudad según la leyenda, hechas con las manos desnudas en hormigón fresco por Carlo Sarrabezolles.
La galería interior, dividida en tres naves por dos filas de veintiún pilares con motivos florales, tiene una longitud de 143 metros. Los capiteles de los pilares de hormigón han sido fundidos en perfiles de aluminio mientras que su base está revestida de mármol y decoración de hierro forjado. Esta galería forma una calle municipal que se abre a cuatro edificios transversales que albergan las oficinas de los servicios municipales en tres niveles. Tres salas con techos calados las separan. Los dos extremos de la galería están rodeados de mostradores para la recepción del público mientras que el Salón Central acoge la Sala del Consejo.
Dos escaleras de honor, que parten de la galería, también sirven al primer piso que incluye, en particular, la Sala de Bodas, la Sala de Testigos, la Sala de Erro, la Sala de Comités, el Salón de Honor y el despacho de Roger Salengro, equipado con mobiliario de época. En homenaje a Salengro, que se suicidó en 1936, su despacho ha permanecido vacío desde entonces, ocupando el despacho del vicealcalde actual. En toda la decoración, incluso en los muebles, se puede encontrar la flor de lis del escudo de armas de Lille, como ocurre en muchos edificios municipales de la época.
A finales de la década de 1930, sólo se terminaron el ala administrativa y la del campanario. El ala de recepción, que debía incluir un salón de honor y una sala de fiestas, nunca se terminó. La última ala, que cierra el cuadrilátero que forma la planta general del edificio, es de diseño moderno. Construida a principios de la década de 1990, incluye el actual vestíbulo del Ayuntamiento.

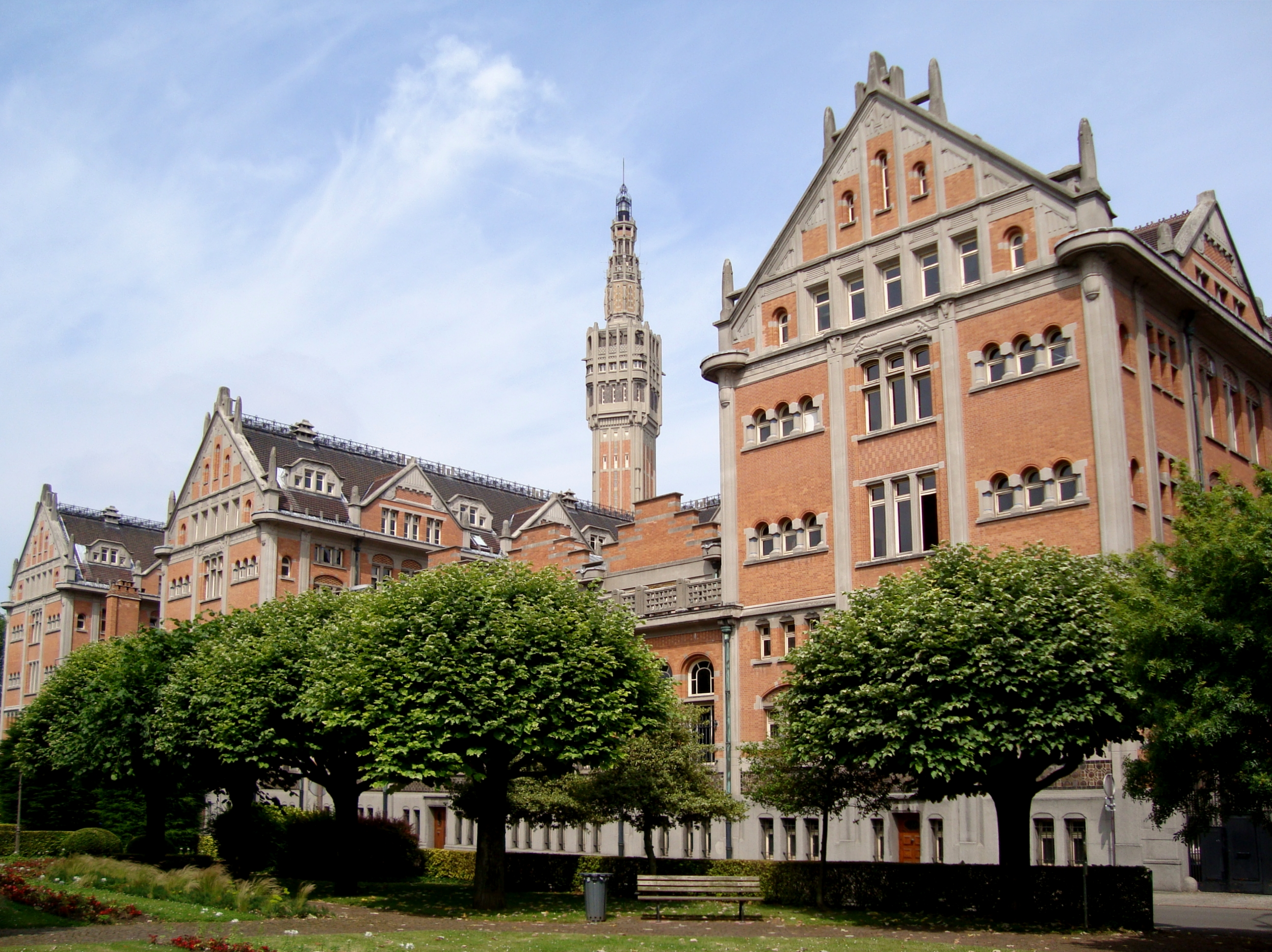
Tres de los cuatro imponentes frontones que dan a la calle Réduit
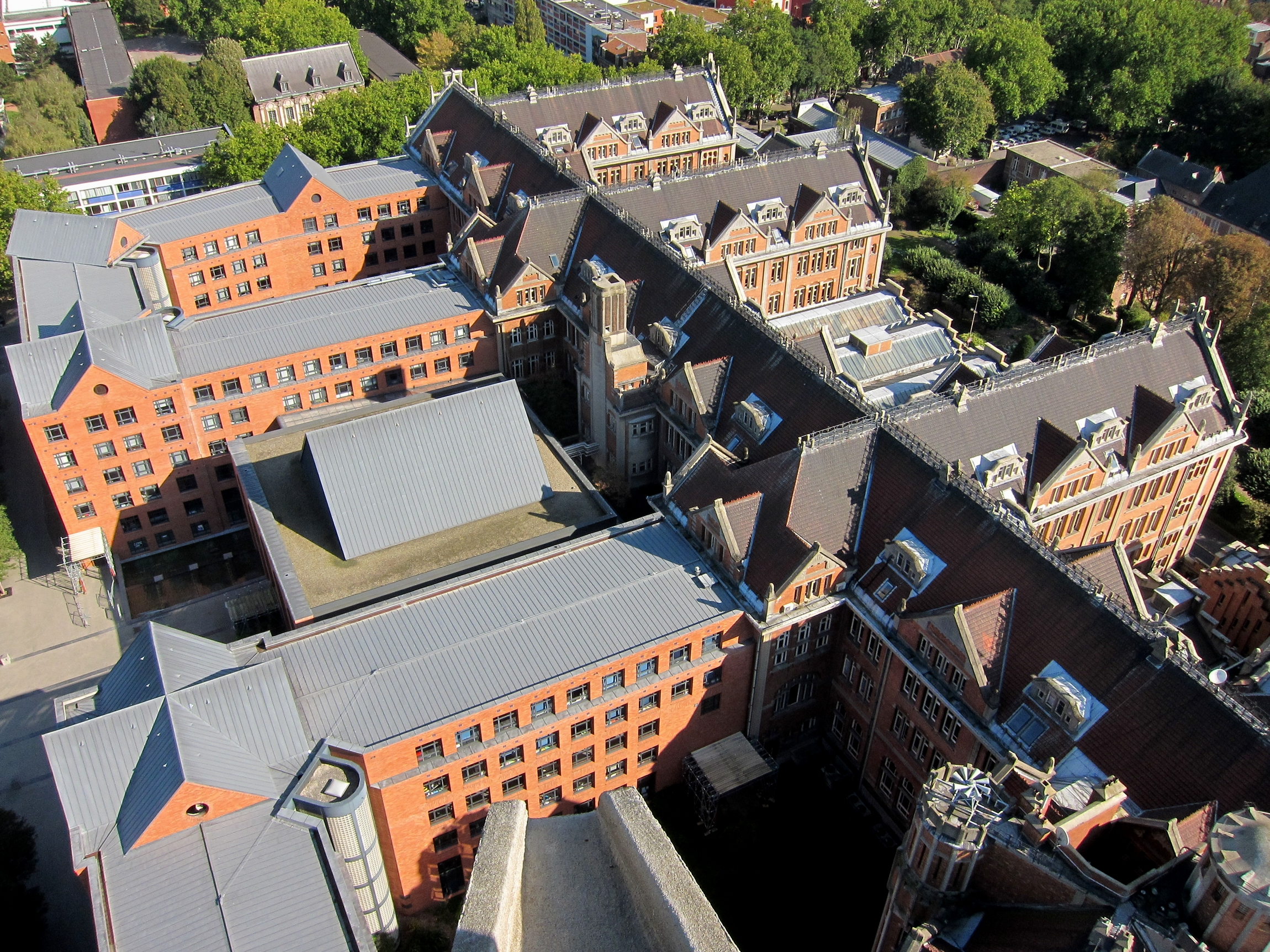
El Ayuntamiento visto desde el campanario, con su moderna ampliación hacia el norte
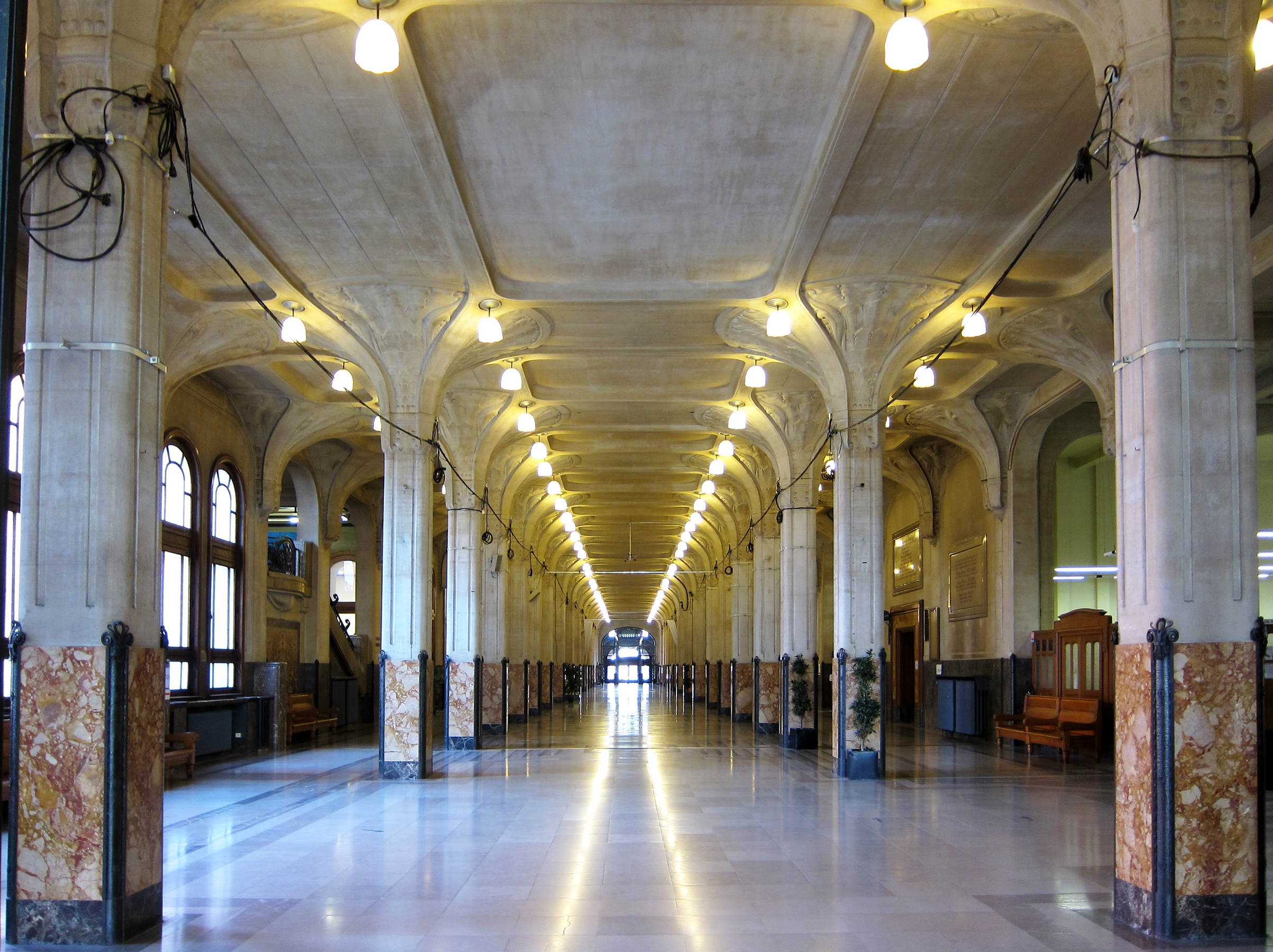
La Gran Galería
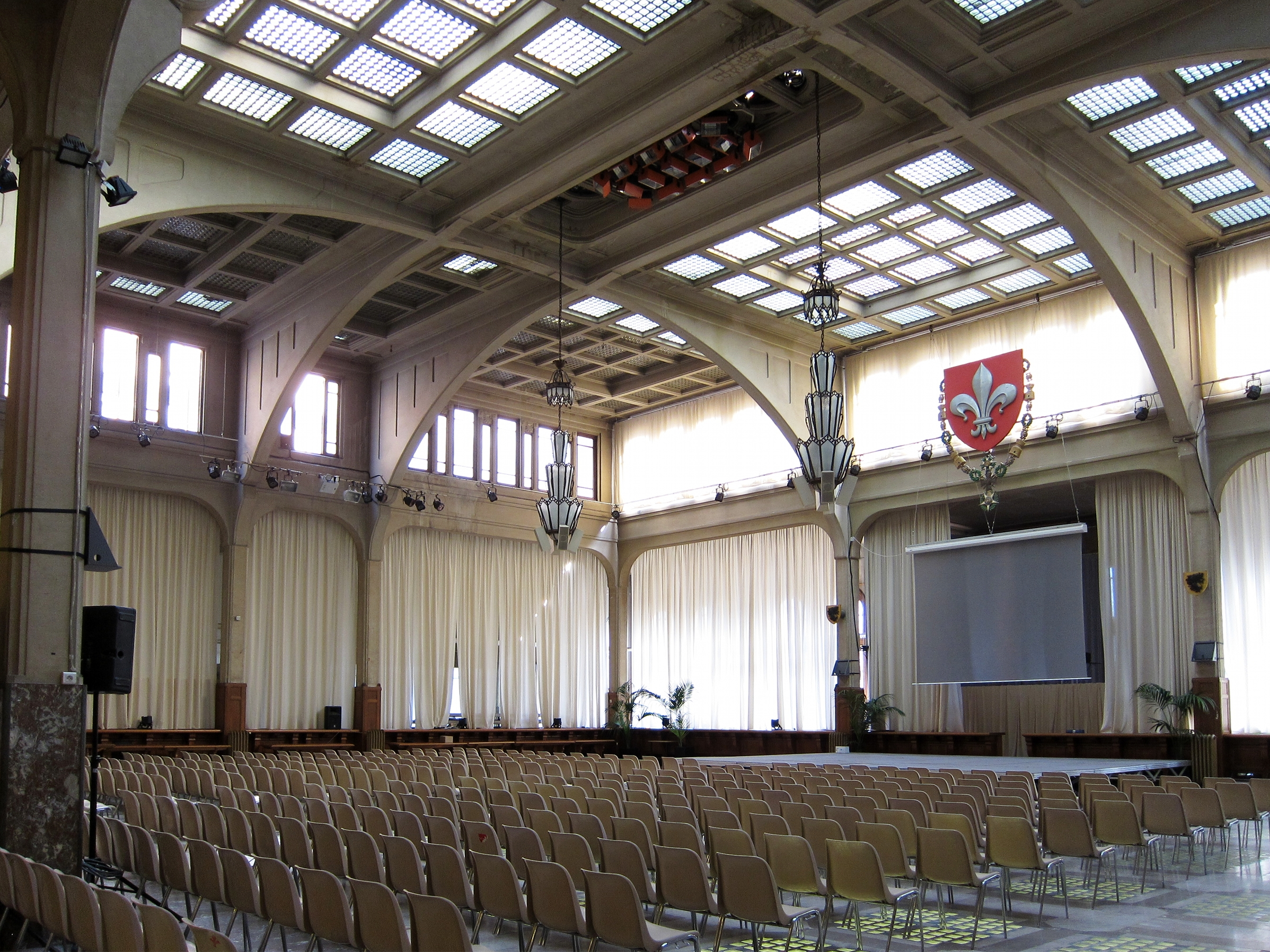
La Sala del Consejo